# Lars Norin
Bror Lars Norin, född 16 mars 1812 i Hudiksvalls församling, Gävleborgs län, död 24 februari 1898 i Hedvig Eleonora församling, Stockholms stad, var en svensk jurist och riksdagsman.
Norin var polismästare i Göteborg 1850 och häradshövding i Norrvikens domsaga 1857–1878. Han var ledamot av andra kammaren 1870–1872, invald i Norrvikens domsagas valkrets.